# 織田綺
織田 綺（おだ あや、5月15日 - ）は、日本の漫画家。宮城県出身。血液型はA型。2009年から小学館の『プチコミック』にて執筆。

## 来歴・人物
1995年、小学館の『少女コミック』増刊10月15日号にて掲載された、「chu」でデビュー。
2008年、長らく『Sho-Comi』にて活躍していたが、『箱庭エンジェル』連載終了を期に同じく小学館の『プチコミック』への移籍を発表した。
移籍が決まったときのコメントを「（箱庭エンジェルの）桃たちのように、私も（『Sho-Comi』という）箱庭の中から旅立ちます」とブログにてコメントを寄せた。
『プチコミック』へ移籍後、同誌に初掲載された作品は2009年4月号掲載の「ミスイチ」。
移籍後も『Sho-Comi』の増刊号へは執筆していたが、フラワーコミックス『キミと、世界が終わるまで』を発売後、正式に『Sho-Comi』を卒業した。

## 作品一覧
- プリンスコレクション
- BOYS'KINGDOM
- BOYS'KINGDOM II
- ヘヴン（全2巻）
- M.T.PASS|M.T.PASS（マジックタワーパス）（全2巻）
- 少年ハーレム（全3巻）
- 天然はちみつ寮。（全7巻）
- パラダイスター（全2巻）
- 美!!（ビューティー）（全6巻）
- 小悪魔カフェ（全4巻）
- LOVEY DOVEY（全5巻）
- 箱庭エンジェル（全4巻）
- キミと、世界が終わるまで
- 恋をするまで帰さない（全2巻）
- 愛してるって言ってもいいよ（全5巻）
- キミと楽園Room （全3巻）
- 秘書魂（全2巻）
- 王子様の社内事情
- 今宵あなたとキセキの宴
- 愛し君に捧ぐ花
- 恋ばっかりじゃ生きてけません。(全2巻)
- 恋は翼（全3巻）
- 悪魔と一途
  - 悪魔と一途 -虜-（全5巻） - 『悪魔と一途』の続編
- 好きが半分

### 挿絵・イラスト
- 眠り姫に花束を（著:智凪桜）